# Centrale de Saint-Narcisse
La centrale de Saint-Narcisse est une centrale hydroélectrique du Québec située  près du village de Saint-Narcisse, en Mauricie. Cette centrale, qui est le seul ouvrage hydroélectrique sur la rivière Batiscan, a été la propriété de la Shawinigan Water and Power Company, avant d'être acquise par Hydro-Québec, lors de la deuxième nationalisation de l'électricité en 1963. La production d'électricité à cette centrale a été suspendue en 2020 en raison de l'état de dégradation des installations.

## Histoire

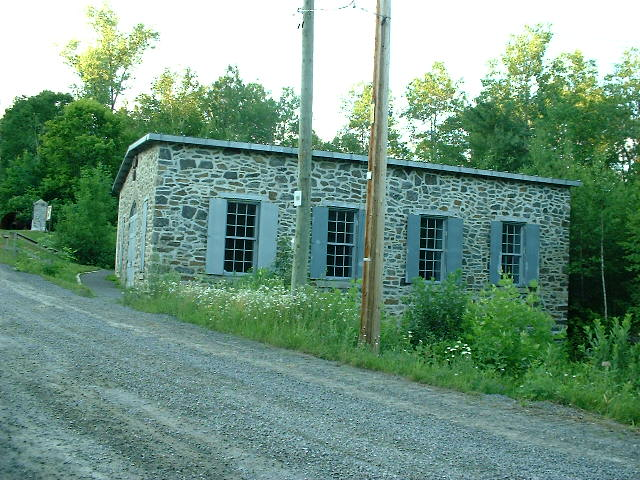
Annexe de l'ancienne centrale de Saint-Narcisse

La centrale de Saint-Narcisse est la seconde centrale construite sur La Grande Chute. La première centrale fut construite en 1897 par la North Shore Power Company pour alimenter Trois-Rivières en électricité. Une ligne de 12 kV longue de 29 km, la plus longue de l'Empire britannique à l'époque, fut aménagée pour porter l'énergie de la centrale à la ville. Cette centrale fut agrandie en 1904. En 1907 la North Shore Power Company fut vendue à la Shawinigan Water and Power Company. La plus vieille partie de l'ancienne centrale a été démolie en 1950 alors que l'autre a été classée comme site historique  en 1963.
En 1926 la Shawinigan Water and Power Company décida de construire un nouveau barrage et une nouvelle centrale plus puissante, augmentant la chute grâce à une galerie d'amenée, ce qui la porta à 44,8 m. La centrale fut nationalisée en 1963.
Alors que la centrale poursuit son activité de production hydroélectrique pour le compte d'Hydro-Québec, le site de la première centrale est laissé à l'abandon. Un premier projet de mise en valeur du site construit à la fin du XIXe siècle est entrepris par un notaire de Saint-Narcisse, en 1970, qui voulait convertir l'ancienne annexe en centre de plein air. Le projet est abandonné deux ans plus après la mort d'un ouvrier à la suite d'un éboulement.
La conversion de l'ancien site du barrage reprend quelques années plus tard. En 1979, les municipalités de Saint-Stanislas, Saint-Narcisse et Sainte-Geneviève-de-Batiscan, s'unissent pour créer le parc de la Rivière-Batiscan.
Face à la détérioration de l'ouvrage et aux surplus d'énergie, la direction de la société d'État évoque la mise en dormance de la centrale en 2018. L'exploitation de la centrale a été suspendue en 2020. Les travaux de réfection qui seraient nécessaires pour remettre la centrale en service sont estimés par l'entreprise à 180 millions $. En juillet 2021, Hydro-Québec confirme l'arrêt définitif de la centrale, la structure étant endommagée. Les travaux de démantèlement commenceront en 2022 et visent à « redonner à la rivière son état original ».
La décision d'Hydro-Québec de démanteler la centrale a été mal accueillie par la municipalité qui souhaiterait plutôt que le producteur hydroélectrique cède l'installation et que les profits de l'exploitation de cette installation reviennent à la communauté.
En 2022, Hydro-Québec accepte de sursoir à la démolition et d'analyser d'autres options.
Le 28 mai 2024, la municipalité de Saint-Narcisse, le Conseil des Atikamekw de Wemotaci, la Nation huronne-wendat, Pekuakamiulnuatsh Takuhikan et la MRC des Chenaux annoncent la conclusion d'un partenariat historique afin de réaliser le projet de relance de la centrale de Saint-Narcisse actuellement propriété d’Hydro-Québec sous la formule de l’énergie communautaire. Les cinq communautés ont ratifié leur accord visant à créer la société en commandite Énergie communautaire de la rivière Batiscan. C’est cette nouvelle organisation qui sera en charge d'analyser la faisabilité du projet de relance.
Hydro-Québec analyse présentement la possibilité de permettre au milieu de remettre en exploitation l’aménagement hydroélectrique de Saint-Narcisse ainsi que les conditions entourant ladite remise en exploitation, le cas échéant.